# Francis Rome
Francis David Rome CB CMG CBE DSO (* 11. September 1905; † 7. Februar 1985) war ein britischer Offizier und Generalmajor des Heeres. Er war von 1956 bis 1959 der achte Kommandant des Britischen Sektors von Berlin und somit einer der alliierten Stadtkommandanten. 

## Militärkarriere
Francis Rome trat 1925 als Offizier in die British Army ein und wurde 1927 zu den Royal Fusiliers versetzt.
Während des Zweiten Weltkriegs befehligte er als Kommandierender Offizier die in Indien stationierte 111. Infanteriebrigade. Nach dem Krieg, ab 1947, wurde er Kommandeur der 3. Fallschirmjägerbrigade in Palästina, ehe er als stellvertretender Leiter an eine Militärakademie wechselte.
Ab 1948 übernahm er den Posten als Kommandeur der Royal Military Police bei der britischen Heeresgruppe Ost, ehe er 1950 stellvertretender Generaladjutant des Heeres wurde. Drei Jahre später, inzwischen zum Generalmajor befördert, schloss sich eine Verwendung als Generalstabsoffizier bei der 16. Luftlandedivision an.

## Stadtkommandant in Berlin
Als Nachfolger von Robert Cottrell-Hill wurde Rome am 26. März 1956 neuer Kommandant des Britischen Sektors von Berlin und somit einer der alliierten Stadtkommandanten. Er bildete mit den US-Amerikanern Charles Dasher und Barksdale Hamlett (ab Juni 1957) sowie den Franzosen Amédée Gèze und Jean Lacomme (ab Oktober 1958) die höchste Instanz der West-Alliierten Berlins. Er gehörte somit der Alliierten Kommandantur an, die dem Alliierten Kontrollrat unterstellt war.
Als Stadtkommandant übernahm er einen der wichtigsten und herausragendsten Posten, den das britische Militär außerhalb Großbritanniens zu vergeben hatte. Als solcher war er zum einen militärischer, aber vor allem „politischer Führer“ seines Landes und übte eine Art Vertretereigenschaft für Königin Elisabeth II. aus, da Berlin formal nicht zum Geltungsbereich der Bundesrepublik Deutschland gehörte und Großbritanniens in Bonn residierender Botschafter unzuständig war.
Wie seine Vorgänger auch, konzentrierte sich Rome als Stadtkommandant überwiegend auf die politische und diplomatische Vertretung seines Landes und seine Aufgaben als Mitglied der Alliierten Kommandantur, während der jeweilige Brigadekommandeur die rein militärische Führung der Britischen Streitkräfte in der Vier-Sektoren-Stadt übernahm.
Mit dem Wechsel nach Berlin bezog Rome mit seiner Frau die im Berliner Ortsteil Gatow befindliche Villa Lemm. Auf dem Anwesen residierten auch die Mitglieder des britischen Königshauses während ihrer Berlin-Aufenthalte. Der Funktion des Gastgebers gegenüber der Königsfamilie kam ein britischer Stadtkommandant mindestens einmal pro Jahr nach, wenn die Abnahme der Königlichen Geburtstagsparade („Queens Birthday Parade“) auf dem Berliner Maifeld am Olympiastadion anstand.
Nach drei Jahren, am 20. März 1959, wurde Rome wieder abberufen und durch Rohan Delacombe als Stadtkommandant abgelöst.
Die Position des Stadtkommandanten war zugleich das letzte Kommando für Rome, der im Anschluss in den Ruhestand trat.

## Privates
Francis Rome war der Sohn von Francis James Rome. Er war seit dem 15. September 1936 mit Sybil Parry Carden (1900–1979) verheiratet und wurde mehrfach ausgezeichnet.
Für sein ehemaliges Regiment, den Royal Fusiliers, übernahm er von 1954 bis 1963 das Amt des Colonel of the Regiment.
Francis Rome starb im Februar 1985 im Alter von 79 Jahren.

## Orden und Ehrenzeichen
- 1944: Companion des Distinguished Service Order (DSO)
- 1949: Commander des Order of the British Empire (CBE)
- 1955: Companion des Order of the Bath (CB)
- 1959: Companion des Order of Saint Michael and Saint George (CMG)